# Native American Church

Symbole de la Native American Church

La Native American Church (« Église des Amérindiens ») est un mouvement religieux syncrétique officiellement fondé dans l'Oklahoma (États-Unis) en 1918. Son premier grand leader fut le Comanche Quanah Parker. Elle compte aujourd'hui environ 300 000 membres. Elle est connue pour l'utilisation du peyotl, une substance hallucinogène. Son usage a été rendu illégal aux États-Unis par le Comprehensive Drug Abuse Prevention and Control Act en 1970. Une dérogation autorise les membres de Native American Church à l'utiliser pour leurs sacrements. Les cérémonies ont lieu sous des tipis.